# Льодовик (фільм)
«Льодовик» — кінофільм режисера Рейніра Лінгдаля, що вийшов на екрани в 2012 році.

## Зміст
Молода пара Аглаї і Гуннар прокидаються в засніженому дослідному таборі в повній самоті. Працівники табору займалися бурінням і розробкою льодовика, але куди подівся весь персонал? Чому залишилися тільки фізіолог Англії і кінематографіст Гуннар? Продовжуючи раніше розпочаті зйомки фільму про нелегке життя бурильників, герої знімають справжній фільм жахів, адже незабаром в кадрі з'являється невідома зла сила, яка і забрала життя інших мешканців табору.

## Ролі
| Актор                       | Роль |
| --------------------------- | ---- |
| Гельгі Бйорнссон            | -    |
| Ейнар Дагб'яртсон           | -    |
| Валур Фрейр Ейнарсон        | -    |
| Елма Ліза Гуннарсдотір      | -    |
| Анна Гунндіс Гюдмундсдоттір | -    |
| Б'яртур Гудмундссон         | -    |
| Халлур Інголфссон           | -    |
| Хілмір Дженссон             | -    |
| Хілмар Йонсон               | -    |
| Хальфдан Педерсен           | -    |

## Знімальна група
- Режисер — Рейнір Лінгдаль
- Сценарист — Йон Етлі Йоунассон
- Продюсер — Юліус Кемп, Інгвар Тордасон, Бірна Поліна Ейнарсдоттір